# Pamela Harriman
Pamela Harriman, née le 20 mars 1920 à Farnborough (Royaume-Uni) et morte le 5 février 1997 à Neuilly-sur-Seine (France), est une aristocrate britannique, ambassadrice des États-Unis en France de 1993 à 1997 et la première femme à occuper ce poste.
Elle apprend la politique auprès de son beau-père, Winston Churchill, et fréquente les riches et puissants de ce monde. Femme d’influence et en raison de ses nombreuses aventures amoureuses, elle est appelée par certains « la dernière grande courtisane » du XXe siècle et parfois « la grande horizontale ».

## Biographie

### Enfance
Pamela Beryl Digby est la fille aînée d’Edward Digby (11e baron Digby) et de Constance Bruce, fille de Henry Bruce (2e baron Aberdare) et pair du Royaume-Uni.
Parmi ses ancêtres, on compte Jean, roi d'Angleterre, seigneur d'Irlande et duc d'Aquitaine ainsi que sa mère, Aliénor d'Aquitaine elle-même ancêtre de son premier mari Randolph Churchill par son père Winston Churchill.
Elle est élevée par des gouvernantes au château de Minterne Magna, dans le comté de Dorset. C'est l'ancienne propriété de son arrière-grand-tante Jane Digby, célèbre pour ses nombreuses aventures amoureuses.
En 1936, elle séjourne en Allemagne. En 1937, elle fait la une du magazine mondain The Tatler mais, à l'époque, elle est « souvent décrite comme un peu trop dodue et pas assez riche pour porter les tenues à la dernière mode ».
Elle acquiert une réputation de dévergondée, après avoir passé en 1938 un week-end à Paris avec le comte Charles Greville, plus âgé qu'elle et qui avait connu une petite carrière d'acteur à Hollywood. Elle suit pendant quelques mois des cours à la Sorbonne.

### La belle-fille de Churchill
Au début de la Seconde Guerre mondiale, Pamela Digby rencontre le fils de Winston Churchill, Randolph. Les circonstances de leur rencontre sont originales : Mary Dunn, dont le mari avait reconnu avoir couché avec Pamela, organise une rencontre avec Randolph, célibataire et alcoolique, dont aucune femme ne voulait, croyant là se venger. Désespérant de trouver une épouse, il se voit là recommander Pamela par Mary Dunn : « Si vous voulez dîner avec une putain rousse, il vous suffit de vous rendre à mon appartement », la jeune femme étant sa colocataire. Il la demande en mariage. Pamela Digby accepte et l’épouse le 4 octobre 1939. Leur mariage est pourtant intéressé, sa biographe Sally Bedell jugeant : « leur décision de se marier était aussi froide et calculée qu'une signature de contrat : il voulait un héritier et elle, un nom et une position sociale ». Elle lui donne un fils qu'elle nomme comme son grand-père, Winston. En 1941, Pamela et son fils sont photographiés par Cecil Beaton pour une couverture du magazine Life.
Son mari est alors réputé volage, grand buveur et criblé de dettes de jeu. Quand il rejoint son régiment au Caire, elle s’installe au 10 Downing Street avec son beau-père, jouant le rôle de maîtresse de maison et lui tenant compagnie pendant ses longues insomnies. Elle est pourtant contrainte à des disputes incessantes avec son mari, joueur invétéré dont elle remboursait les dettes. Les autorités britanniques font par ailleurs leur possible pour que Randolph n'aille pas combattre, conscientes que sa mort pourrait nuire au moral du Premier ministre. Le comportement de son mari a raison de son mariage ; elle juge ainsi rétrospectivement : « J'ai soudain compris que le petit Winston et moi, nous serions plus en sécurité si nous étions seuls ». Elle crée un salon du nom de « Churchill Club », réunissant des officiers britanniques et américains, des intellectuels et des hommes politiques (chose qu'elle réitérera dans les années 1980, à une plus grande échelle, à Washington).
Elle a alors une liaison avec William Averell Harriman, chef de la mission américaine à Londres et héritier des chemins de fer Union Pacific. Winston Churchill, qui attend l'entrée en guerre des États-Unis, favorise néanmoins cette liaison. Pour le biographe Christopher Ogden, Winston Churchill est blessé mais « conscient que c'était la faute de son fils et il ne fait pas d'éclat afin de continuer à profiter des secrets que glanait Pamela ». Elle fournit par ailleurs au Premier ministre des informations récupérées auprès de l'Américain. En 1943, après le départ de Harriman, qui a été nommé ambassadeur à Moscou (mais qui lui verse une pension pendant cinquante ans), elle a une aventure avec l'éditeur John Hay Whitney, puis avec le journaliste de la radio américaine CBS Edward Murrow,. Bien que marié, celui-ci l’amène à New York à la fin de la guerre. En 1945, elle divorce de son premier mari.

### Le temps des aventures
Au cours de cette période d'immédiat après-guerre, elle multiplie les relations amoureuses. Parmi ses amants de l'époque figurent Frank Sinatra, le pilote automobile Alfonso de Portago, John Whitney, ambassadeur des États-Unis à Londres et William Paley, patron de CBS, lequel la surnomme alors « la plus grande courtisane du siècle », à titre d’hommage plutôt que de critique.
Elle s'installe à Paris, s'intégrant parmi les expatriés liés à l'ambassade du Royaume-Uni en France, dont Lady Diana Cooper et Kathleen Kennedy Cavendish.
Après sa rupture avec Edward Murrow, elle a une aventure avec le prince Ali Khan, qui la quitte pourtant pour Rita Hayworth. En 1948, elle rencontre Gianni Agnelli avec lequel elle vit cinq ans. Le nom de Churchill n'est pas étranger à cette union, forme de caution pour la marque italienne encore associée au fascisme mussolinien. Elle vit entre ses propriétés, le château de la Garoupe (cap d'Antibes) et un appartement au 4 avenue de New York. Espérant l'épouser, elle se convertit au catholicisme et obtient l’annulation religieuse — par le Vatican — de son premier mariage. Elle est alors enceinte mais avorte en Suisse. Gianni Agnelli, qu'elle avait longuement soigné après son grave accident d'automobile, la quitte cependant pour épouser la princesse italienne Marella Caracciolo di Castagneto. Il lui offre toutefois l'appartement parisien, une Bentley et une pension pendant plusieurs années. Elle rencontre ensuite Élie de Rothschild, mais aurait eu également pendant cette période des liaisons avec Maurice Druon et Stávros Niárchos.

### Le deuxième mariage
En 1960, elle s’installe aux États-Unis et y rencontre Leland Hayward, riche et puissant agent artistique américain qui a notamment produit La Mélodie du bonheur à Broadway. Sa femme Slim, ex-épouse de Howard Hawks et muse de Truman Capote avait eu une liaison avec Ernest Hemingway. Pamela, après avoir proposé sans succès le mariage à Élie de Rothschild,  épouse Leland Hayward le 4 mai 1960, devenant ainsi sa cinquième femme. Elle s'installe dans sa maison de Haywire (États de New York) et elle reste avec lui jusqu’à sa mort, le 18 mars 1971. Elle hérite d'une certaine fortune et de beaux-enfants qui ne l'acceptent pas.

### Troisième mariage et carrière politique

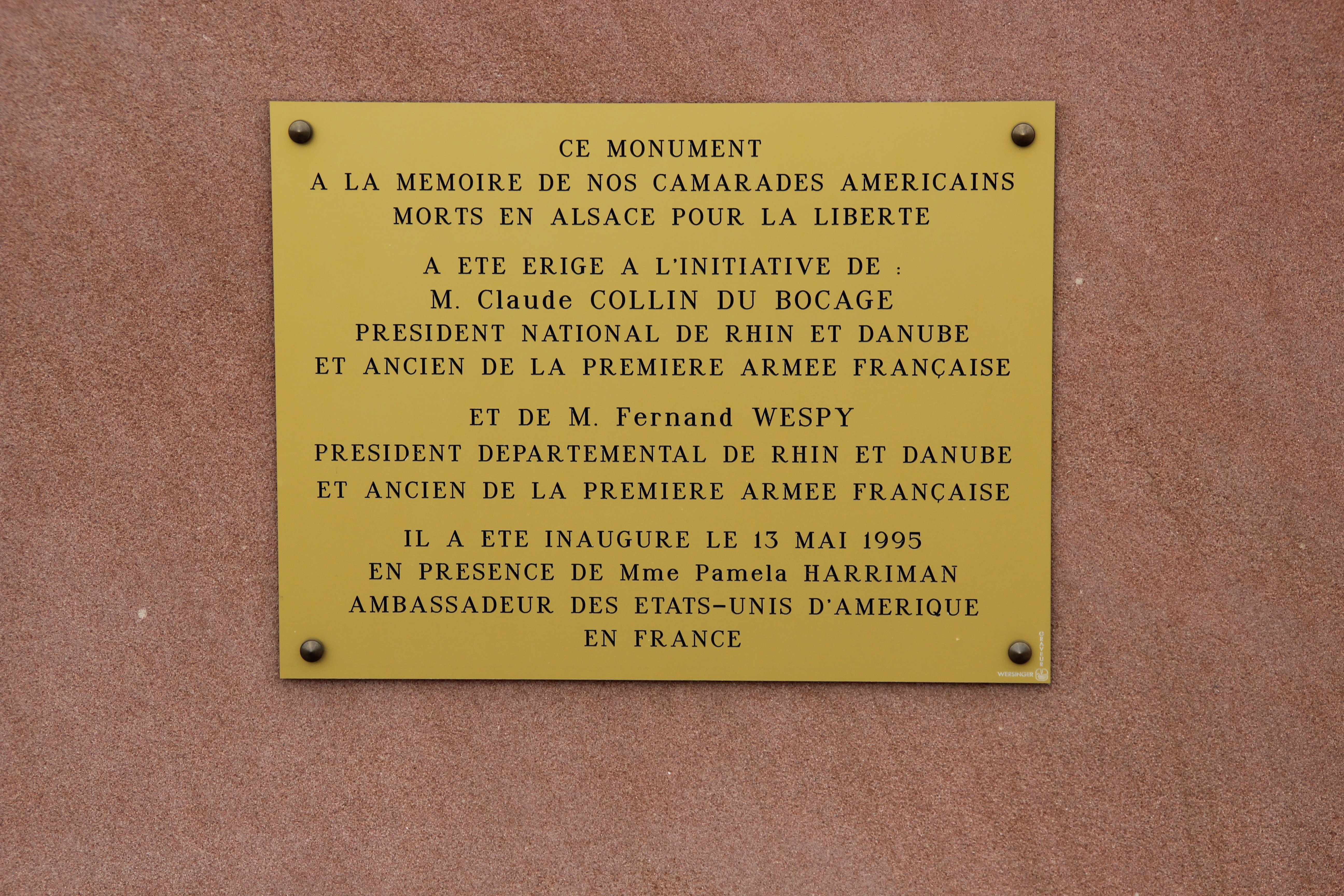
Plaque pour l'inauguration d’un cimetière militaire américain en Alsace, en présence de Pamela Harriman en 1995.

Peu après la mort de son deuxième mari, elle reprend contact avec son ancien amant William Averell Harriman et l'épouse le 27 septembre de la même année. Truman Capote écrit à ce propos : « C'était le début ou la fin d'une époque, selon l'angle sous lequel on voulait le prendre. J'étais encore pour Pam ». Le couple vit au 3032 N Street dans le quartier chic de Georgetown, au milieu de toiles de maîtres (Monet, Degas ou encore Van Gogh). En 1971, elle prend la nationalité américaine et, grâce à son nouvel époux, commence une activité au sein du Parti démocrate, notamment pour lever des fonds.
Ainsi, vingt ans plus tard, en 1992, elle participe activement à la campagne de Bill Clinton pour l'élection présidentielle et, après sa victoire, est nommée ambassadrice en France en 1993. Elle a pour conseillère Avis Bohlen. Elle milite activement pour l'adhésion de la France à l'Uruguay Round. En février 1995, le ministre de l'Intérieur Charles Pasqua révèle que des agents du poste de Paris de la CIA ont « approché » des responsables politiques français de haut niveau, un journaliste du Los Angeles Times précisant par ailleurs qu'ils avaient pour mission de nuire à la position de la France lors de négociations internationales sur la télévision et les télécommunications. Pamela Harriman nie en avoir connu l'existence.
On lui prête alors une liaison avec le prince Rainier III de Monaco. Par ailleurs, les enfants d'Averell Harriman la poursuivent en justice, l'accusant d'avoir mal géré leur héritage et d'avoir modifié le testament de leur père.

### Mort et hommages
Alors qu'elle est toujours en poste, ayant aidé à choisir son successeur (Felix Rohatyn) et préparant son retour aux États-Unis, à Middlebury (Virginie), elle est victime d’une hémorragie cérébrale à la piscine de l'hôtel Ritz (hôtel où elle se trouvait plusieurs décennies plus tôt, à la Libération de Paris, au bar avec Ernest Hemingway, et où elle était revenue plus tard avec son deuxième mari négocier les droits de La Mélodie du bonheur) et meurt à l’hôpital américain de Paris, situé à Neuilly.
Le lendemain, le président de la République française Jacques Chirac la fait grand-croix de la Légion d'honneur : elle est alors la première femme ambassadeur à recevoir cette dignité. Bill Clinton envoie quant à lui l'avion présidentiel, Air Force One, pour ramener son corps aux États-Unis.
Elle a droit à des funérailles nationales à la cathédrale nationale de Washington, faisant par ailleurs l'objet de plusieurs rubriques nécrologiques dans des grands journaux et sa vie donnant lieu à la publication de biographies. Ses effets personnels sont vendus aux enchères par Sotheby's. Le collège de William et Mary crée une bourse Pamela-Harriman pour les affaires étrangères, qui est attribuée chaque année à trois étudiants, afin qu'ils puissent travailler pendant un été au sein du département d'État des États-Unis. Dans sa nécrologie, The Economist note : « Elle aura été étincelante mais en définitive, malgré tant de luxe, sa vie aura été plutôt rude. De vieux amis britanniques moquaient son ambition par trop apparente. Des amants qu'elle espérait épouser ne donnèrent jamais suite. Ses maris n'étaient pas des gens faciles. Ses beaux-enfants ne l'aimaient pas. Et même le but qu'elle s'était fixé – obtenir la sécurité financière – finit par lui échapper à mesure que d'autres parvenaient à récupérer une bonne part de l'héritage Harriman. N'aura-t-elle pas toujours été hantée tout au fond de son esprit, par le sentiment d'être l'objet de rires, voire du mépris ? La façade demeurait brillante. Mais il n'est pas certain qu'elle se soit vraiment sentie "bien dans sa peau"  comme disent les Français ».
Elle est inhumée le 14 février 1997, à Arden, hameau du comté d'Orange (État de New York) où se trouve la propriété des Harriman.

## Titres
- L'honorable Pamela Beryl Digby
- L'honorable Mrs. Randolph Churchill
- L'honorable Mrs. Leland Hayward
- L'honorable Mrs. W. Averell Harriman
- L'honorable Pamela Churchill Harriman